# 椿繁夫
椿 繁夫（つばき しげお、1910年5月13日 - 1991年10月26日）は、日本の労働運動家、政治家。元参議院議員。

## 経歴
鳥取県東伯郡羽合町（現在の湯梨浜町出身）。13歳の頃大阪へ出て旋盤工となる。
大阪市役所職員を経て、社会大衆党公認で大阪市会議員選挙に立候補し、当選する。
戦後日本社会党結成に参加し1950年の第2回参議院議員通常選挙で参議院議員に当選（3年議員）。1952年左右分裂で社会党左派に参加。1953年の第3回参議院議員通常選挙で落選するが、社会党再統一後の1956年に第4回参議院議員通常選挙で返り咲く。通算3期務める。
日本社会党の役員としては党参議院国会対策委員長を経て、1963年河上丈太郎委員長の下で党参議院議員会長に就任。勝間田清一委員長の下でも参院会長に留任するが1968年の第8回参議院議員通常選挙で落選。勝間田委員長も辞任し後任の成田知巳委員長の誕生で参院会長を退任（後任は羽生三七）。
その後、1969年の第32回衆議院議員総選挙にも出馬するが落選、政界を引退する。
戦前の無産運動時代から江田三郎と盟友関係にあり、エダにツバキ一輪と称されるほどの間柄であった。